# Valoria del Alcor
Valoria del Alcor es una localidad del municipio de Ampudia, en la provincia de Palencia, comunidad autónoma de Castilla y León, España.

## Historia
A la caída del Antiguo Régimen la localidad se constituye en municipio constitucional, en el partido de Palencia conocido entonces como Valoria del Alcor y la Granja de Valdebustos y que en el censo de 1842 contaba con 50 hogares y 260 vecinos.
Valoria del Alcor fue municipio independiente hasta 1971, cuando, por decreto, pasó a formar parte del municipio de Ampudia

## Geografía humana

### Demografía
| Gráfica de evolución demográfica de Valoria del Alcor entre 1842 y 1970 |
| |
| Población de derecho según los censos de población del INE Población de hecho según los censos de población del INEEntre el censo de 1981 y el anterior, este municipio desaparece porque se integra en el municipio 34010 (Ampudia) |

Evolución de la población en el siglo XXI
| Gráfica de evolución demográfica de Valoria del Alcor entre 2000 y 2020 |
|                                                                         |
| Población de derecho (2000-2020) según el padrón municipal del INE      |

## Patrimonio artístico
- Iglesia de San Fructuoso. De excelente cantería, debió construirse a finales del siglo XII. En ella podemos apreciar influencias populares y regionales, además de algunas reminiscencias mozárabes. Su pórtico es un detalle singular dentro del Románico palentino. En su interior destaca un Cristo gótico del siglo XV.
- Ermita de Nuestra Señora de Guadalupe. De estilo cercano al gótico, está situada en un alto frente a la iglesia de San Fructuoso.

## Turismo rural
- Ecomuseo La Huerta de Valoria.
- A pocos kilómetros, en Villalba de los Alcores, puede visitarse el despoblado Medieval de Fuenteungrillo y su centro de interpretación.

## Festejos
Valoria del Alcor celebra dos festividades:
- San Fructuoso el 21 de enero. En la antigüedad era la fiesta principal, pero debido a la despoblación se celebra de una manera menor.
- La Virgen de Guadalupe el 15 de agosto. Fiesta que debido a la población vacacional se sigue celebrando con múltiples actividades. Destaca la procesión que traslada la Virgen desde la ermita de Nuestra Señora de Guadalupe a la iglesia de San Fructuoso el 14 de agosto, realizando en camino inverso al día siguiente.